# Swan Laurence
 (août 2017).
Si vous disposez d'ouvrages ou d'articles de référence ou si vous connaissez des sites web de qualité traitant du thème abordé ici, merci de compléter l'article en donnant les références utiles à sa vérifiabilité et en les liant à la section « Notes et références ».
Swan Laurence ou le commissaire Laurence est l'un des personnages de la série Les Petits Meurtres d'Agatha Christie. Il est commissaire au commissariat de Lille.

## Biographie
Swan est le fils d'un riche industriel anglais marié à Alexina, une française, et installé en France. Il est élevé dans le luxe et les privilèges. Son père se suicide à son domicile quand Swan est encore très jeune, et cet événement le marque à vie. Il se considère en effet responsable et s'en veut de n'avoir rien pu faire puisqu'il jouait au ballon dans la pièce d'à côté. Adulte, il entame une carrière d'inspecteur au Quai des Orfèvres, où il se fait beaucoup d'ennemis. En effet, il aurait fait partie d'un réseau de résistance pendant la Seconde Guerre mondiale et aurait contribué à la chute de nombreux collabos. En 1957, le commissaire Martin part à la retraite, et Laurence est envoyé à Lille pour le remplacer.

## Caractéristiques
Laurence exige de travailler toujours seul. Il se considère comme « froid, désagréable, incapable du moindre sentiment ». C'est un homme franc, qui ne prend pas de pincettes et qui possède un inépuisable sens de la répartie. Intelligent, calculateur et raisonné, il fonctionne toujours en s'appuyant sur la logique et la rationalité. De ce fait, une incompréhension réciproque s'est établie entre lui et sa mère, bien plus excentrique. Il est conscient de ses capacités et arbore en permanence un air supérieur et condescendant. Étroit d'esprit et misogyne, il ne partage pas l'avis d'Alice Avril sur la condition féminine : il est loin de considérer que la femme est l'égal de l'homme.
Ce qui le passionne n’est pas de rendre justice et d’arrêter un assassin, mais plutôt de décortiquer un meurtre et d'en comprendre le processus. Il n’a aucune compassion pour l’humanité. Il pense que l’homme est naturellement mauvais, et rien ne le surprend. Ni crime, ni viol, ni torture. Seul le cerveau humain le passionne, autant celui qui crée et invente que celui qui tue. Sa fascination presque obsessionnelle pour le fonctionnement de l’intelligence humaine le pousse à s’intéresser à toutes les nouvelles avancées technologiques. Il dépense beaucoup d’argent pour se procurer les dernières inventions. L’avancée de la police scientifique le passionne également.
Il possède une voiture de sport, une Facel Vega Facellia. Alice progresse avec son cœur, Laurence, avec son cerveau. Il a pour lui sa puissance de concentration, son raisonnement, son regard désabusé sur l’humanité et son détachement. Il ne porte pas d’armes, c’est une marque de faiblesse et de vulgarité. Avec sa connaissance parfaite du corps humain, Laurence est capable, avec deux doigts, d’immobiliser un adversaire, de lui couper le souffle, de le faire crier de douleur. Il ne laisse aucune chance à l’autre et le neutralise sans haine et sans aucune pitié. C’est un solitaire, il travaille seul et refuse les équipiers. Il arrive quand bon lui semble au bureau et préfère souvent réfléchir chez lui. Il est d’une franchise cynique qui dérange. Il ne lâche jamais rien, supporte assez mal l’autorité et n’hésite pas à faire des vagues. Les politiciens le supportent mal. Il est allé souvent trop loin et sa mutation à Lille en tant que commissaire est une mise en garde à ne pas dépasser les limites. Là aussi, il aura malgré tout à rendre des comptes au commissaire divisionnaire Ernest Tricard, qui est loin d’approuver ses méthodes et sa langue acérée. Il parle chinois, turc, anglais et russe.

## Vie privée
Laurence est célibataire. Grand, distingué, séduisant et toujours tiré à quatre épingles, les femmes succombent à son charme. Il en abuse mais n'aime pas les grandes relations jusqu'au jour où il rencontre le Dr Euphrasie Maillol, la nouvelle médecin légiste dont il tombe amoureux avant qu'elle ne reparte. Il aime généralement les femmes d’une extrême féminité et déteste l’idée de plus en plus répandue qu’une femme puisse désirer être l’égale de l’homme, ce que le Dr Maillol lui reproche. Il se montre évidemment galant, attentionné, n’hésite pas à offrir son mouchoir pour sécher les larmes lorsqu’il part sans l’ombre d’un remords. Il sait que sa secrétaire, Marlène, est amoureuse de lui, et joue parfois avec ses sentiments malgré sa grande affection pour elle.